# 尼子晴久

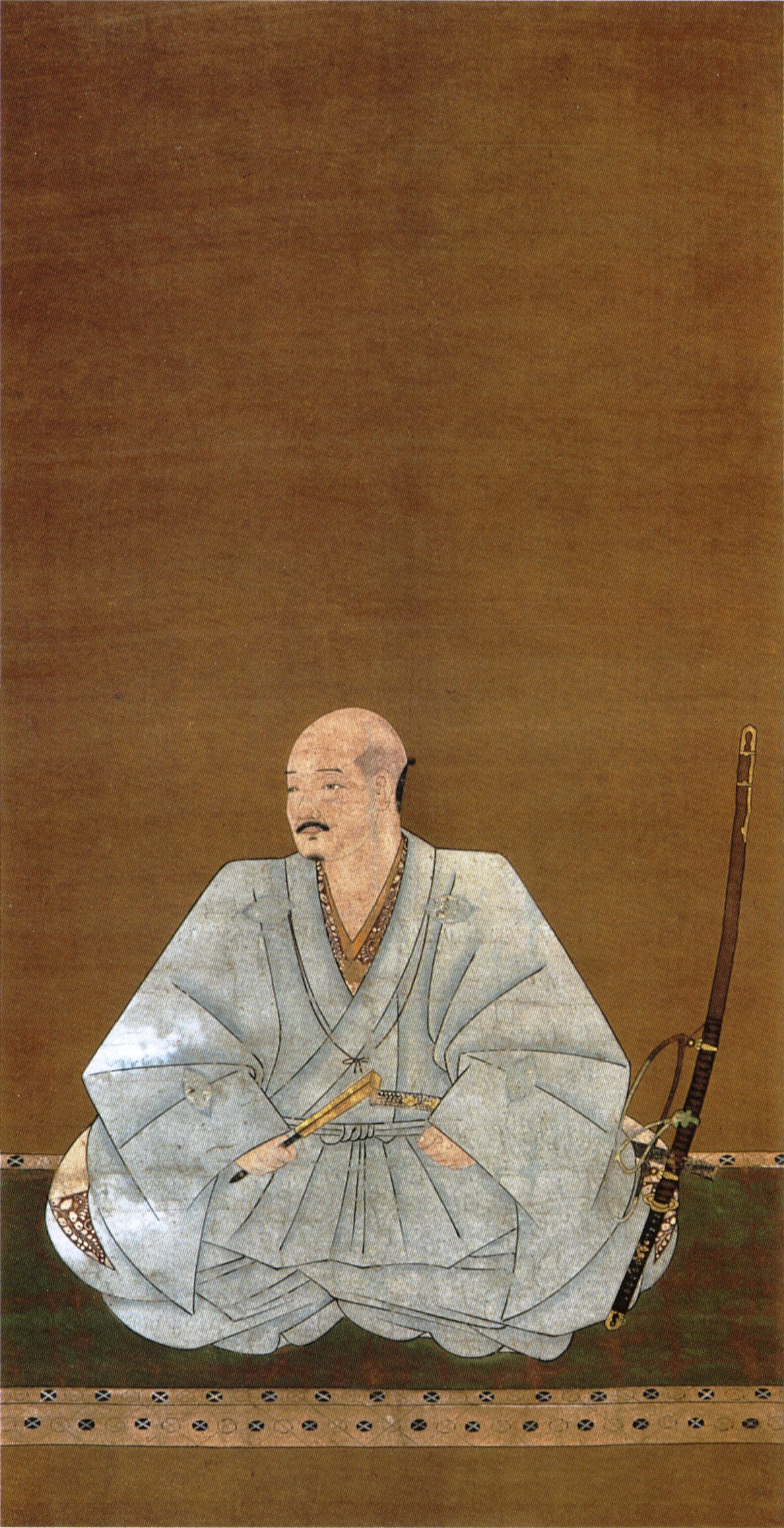

尼子晴久（日语：／ Amago Haruhisa，1514年3月8日—1561年1月9日、永正十一年二月十二日—永祿三年十二月廿四日），是日本戰國時代出雲國的戰國大名，亦是出雲、隱岐、備前、備中、備後、美作、因幡、伯耆等地的守護大名。晴久是尼子經久的嫡孫，因兼任山陰、山陽地區十一國中的八國守護之故，乃當時中國地方最具勢力的大大名之一。晴久與大內氏、毛利氏多次交戰，締造了尼子家族的全盛時期。

## 生平
永正十一年（1514年）二月，晴久作為尼子經久嫡子尼子政久的次子出生。因政久已有長子，所以晴久之幼名並非父祖輩所常用的「又四郎」，而是「三郎四郎」。由於兄長早夭，加之父親政久於永正十五年（1518年）九月在攻打出雲國大原郡阿用磨石城時不幸陣亡，三郎四郎也因此被祖父經久提拔為繼承人。三郎四郎元服後，初名為「詮久」。
天文六年（1537年），年屆80高齡的尼子經久隱居，尼子家當主之位由24歲的詮久繼承。之後詮久便進攻播磨企圖擴大版圖，然而敵對的大內義隆對其進行牽制，外加原臣屬於尼子氏的安藝國有力國人毛利元就之離叛，致使尼子軍大敗。
天文十年（1541年）祖父過世之後，尼子詮久致力於將叛離的國人找回。同年，受將軍足利義晴賞賜偏諱，改名為「晴久」。隔年，擊退大內義隆的進攻。之後尼子晴久致力於恢復舊有版圖，以出雲、伯耆、美作、隱岐為基礎，對周邊的地區進攻。天文十三年（1544年）讓因幡守護山名誠通從屬，攻打備後國豪族三吉氏，重挫毛利家援軍兒玉就忠、福原貞俊（布野崩）。
天文二十年（1551年）大內義隆因為陶晴賢的謀反而自殺後，天文二十一年（1552年）幕府封尼子晴久為山陰山陽等八國守護。
天文二十三年（1554年）十一月，晴久謀殺了叔父尼子國久等人所屬的新宮黨。一般都以為這是毛利元就的反間計，但是近來研究也指出這是尼子晴久肅清自家的作法以強化內部統治。
天文二十四年（1555年）陶晴賢於嚴島之戰敗死後，晴久趁機進攻石見，奪取石見銀山，但與毛利元就陷入拉鋸戰，直到弘治二年（1556年）擊潰毛利元就的兵馬（忍原崩），總算確保尼子家對石見銀山的支配。
永祿三年十二月廿四日（1561年1月9日），晴久在月山富田城突逝，享年47歲。從《雲陽軍實記》等史料中對晴久猝逝場面的記載來看，其死因很可能是因腦溢血所致。

## 評價
尼子晴久的叔公尼子久幸認為尼子晴久是一個思慮不周密、血氣有餘但仁義不足的人，可是尼子家的最盛期也是由晴久締造。

## 出處
1. ↑  上田正昭、津田秀夫、永原慶二、藤井松一、藤原彰（2009）P.51
2. ↑  今井尭（1984）P.327